# Benton City (Misuri)
Benton City es una villa ubicada en el condado de Audrain en el estado estadounidense de Misuri. En el Censo de 2010 tenía una población de 104 habitantes y una densidad poblacional de 386,1 personas por km².

## Geografía
Benton City se encuentra ubicada en las coordenadas 39°8′4″N 91°45′54″O / 39.13444, -91.76500. Según la Oficina del Censo de los Estados Unidos, Benton City tiene una superficie total de 0.27 km², de la cual 0.27 km² corresponden a tierra firme y (0%) 0 km² es agua.

## Demografía
Según el censo de 2010, había 104 personas residiendo en Benton City. La densidad de población era de 386,1 hab./km². De los 104 habitantes, Benton City estaba compuesto por el 99.04% blancos, el 0% eran afroamericanos, el 0% eran amerindios, el 0% eran asiáticos, el 0% eran isleños del Pacífico, el 0.96% eran de otras razas y el 0% pertenecían a dos o más razas. Del total de la población el 0.96% eran hispanos o latinos de cualquier raza.